# Rio Rancho
Rio Rancho és una població dels Estats Units a l'estat de Nou Mèxic. Segons el cens del 2009 tenia 82.574 habitants.

## Demografia
Segons el cens del 2000, Rio Rancho tenia 51.765 habitants, 18.995 habitatges, i 14.113 famílies. La densitat de població era de 272,2 habitants per km².
Dels 18.995 habitatges en un 40,3% hi vivien nens de menys de 18 anys, en un 59,4% hi vivien parelles casades, en un 10,3% dones solteres, i en un 25,7% no eren unitats familiars. En el 20,8% dels habitatges hi vivien persones soles el 7,9% de les quals corresponia a persones de 65 anys o més que vivien soles. El nombre mitjà de persones vivint en cada habitatge era de 2,7 i el nombre mitjà de persones que vivien en cada família era de 3,14.
Per edats la població es repartia de la següent manera: un 29,2% tenia menys de 18 anys, un 7% entre 18 i 24, un 32% entre 25 i 44, un 20,1% de 45 a 60 i un 11,7% 65 anys o més.
L'edat mediana era de 35 anys. Per cada 100 dones de 18 o més anys hi havia 89,9 homes.
Entorn del 3,7% de les famílies i el 5,1% de la població estaven per davall del llindar de pobresa.

## Poblacions properes
El següent diagrama mostra les poblacions més properes.